# لن گاروود
لن گاروود (انگلیسی: Len Garwood; ۲۸ ژوئیهٔ ۱۹۲۳ – ۱۶ ژوئیهٔ ۱۹۷۹) بازیکن فوتبال اهل بریتانیا بود.
از باشگاه‌هایی که در آن بازی کرده‌است می‌توان به باشگاه فوتبال بدفورد تاون، باشگاه فوتبال هیتچین تاون، و باشگاه فوتبال تاتنهام هاتسپر اشاره کرد.